# Pahla

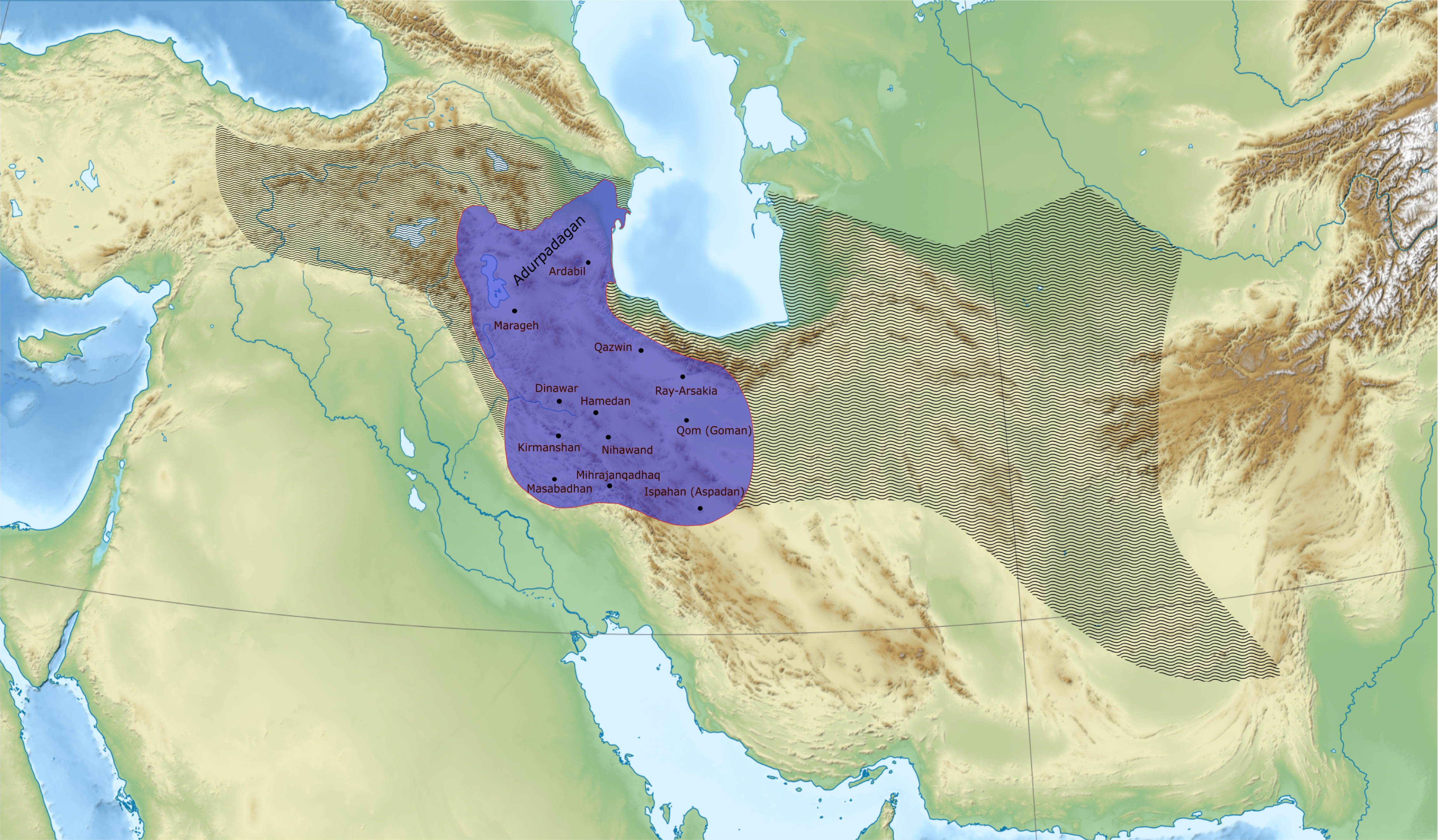
Pahla nas regiões partas

Pahla (arabizado como Fahla) ou Pahlaw refere-se à região da antiguidade tardia e pós-islâmica dos partas no centro e oeste do Irã, que corresponde às antigas regiões iniciais de Atropatene (Média Atropatene) e Média Magna.

## Nome e uso
O nome Pahla vem do termo Pahlav/Pahlaw e, portanto, de Parthav (persa antigo: 𐎱𐎼𐎰𐎺 Parθava; parta: 𐭐𐭓𐭕𐭅 Parθaw; persa médio: 𐭯𐭫𐭮𐭥𐭡𐭥 Pahlaw). Isso é idêntico ao conceito dos partas e Pártia.
Ao longo dos séculos, o termo evoluiu de um nome para a província de Partava e sua população, não apenas para um nome de um povo e uma cultura, mas também para uma designação da área habitada por esse povo. Assim, desde o assentamento dos partas em e a incorporação de Atropatene e Média, a população migrada ou misturada, bem como a própria área, foram comumente referidas como Pahla/Pahlaw.
O nome "Pahla" como forma neo-iraniana permaneceu relativamente desconhecido para os povos ocidentais. Olshausen escreve sobre este assunto:
Assim, o nome dos partas avançou para o oeste em sua forma neo-eraniana como nome de um país. Contudo, a mudança na forma do nome e a sua utilização para a designação da Média, até onde sabemos, permaneceu desconhecida dos povos do Ocidente [...].— Olshausen 1876: 22
A difusão da identidade parta andou de mãos dadas com uma forte lealdade à ordem estabelecida pelo domínio parta. O uso de Pahla/Pahlaw como testemunho de pertencimento a uma entidade nacional ou unidade administrativa é comprovado pelo fato de que o nome Pahla pode ser encontrado em várias formas em todas as áreas de assentamento dos partas, como Partav na Armênia, Partuguim, Pahlu na área de Zaza, Palé no Elão, Barda no Azerbaijão ou Balé em Úrmia. No entanto, a nomeação de distritos no Cuzestão, Ispaã, Rai, Hamadã ou Coração como Pahla ou Pahlu também é evidência da tradição parta, que relata o uso desses nomes como testemunho de pertencimento à unidade administrativa parta.
Pahla também entrou no uso de muitas línguas iranianas ou mesmo indo-arianas e turcas como um título militar ou mesmo lendário, como Pahlawan.  Através de épicos e mitos iranianos, bem como de lendas folclóricas, o título anteriormente político e cultural, que foi usado para os veneráveis guerreiros e governadores históricos Palave - provavelmente baseado nos feitos desses Palaves - ganhou acesso à literatura como Pahlawan. Embora nos tempos pré-islâmicos o nome "Pahlawan" possa ter tido uma conotação como membro da aliança parta de dinastias, governadores e guerreiros, ele evoluiu como uma narrativa épica sobre esses senhores militaristas para um sinônimo de "herói" e uma imagem ideal de um guerreiro errante solitário e poderoso. As narrativas épicas no Xanamé sobre os Pahlawan, bem como o uso do nome para artes marciais específicas, como Zurchaneh e Pehlwani, e os bardos errantes Balochi chamados Pahlawan - que lembram surpreendentemente a cultura parta Gosan - são os remanescentes de uma cultura parta fortemente enraizada.
Como evidência histórica, vários historiadores e testemunhas contemporâneas são usados para localizar Pahla. Torna-se evidente que Pahla apareceu como um nome para a Média durante os tempos islâmicos até o século XII.

## Fahlawi
Dentre os historiadores mencionados, é atestado que na região de Pahla (fahla) prevalecia uma língua comum chamada de fahlawi ou fahlavi. Fahlaviyat, uma coleção de poemas na língua fahlawi ou pahlawi dos séculos IX ao XVIII da região de Pahla, é o único exemplo remanescente da língua parta ou dialetos partos com um nome próprio transmitido diretamente.

## História
A principal área de assentamento dos partas no início da Antiguidade foi a província de Partava, mas com as mudanças políticas e territoriais durante o período arsácida e posteriormente o período sassânida, a situação demográfica do Irã antigo mudou drasticamente. Desde os Arsácidas e a conquista sucessiva de territórios ocidentais sob Mitrídates I e Mitrídates II, bem como a mudança da administração central para o oeste, o assentamento dos partas no oeste do Irã é atestado.[carece de fontes?]
A expansão do povo parta e da dinastia arsácida para a Mesopotâmia e o Cáucaso exigiu o assentamento prévio de áreas adjacentes, particularmente Média Atropatene e Média Magna. Essa migração para o oeste dos partas foi tão intensa que a história e os títulos provinciais falam de um verdadeiro deslocamento para o oeste da província de Pahlaw/Parthava. Portanto, é digno de nota que a história menciona duas províncias diferentes chamadas Pahlaw/Parthava.[carece de fontes?]
- Província oriental classicamente atestada Partava: Esta província existia desde os aquemênidas e fazia fronteira com Gurgã ao noroeste, Corásmia ao norte, Soguediana ao nordeste, Balque ao leste, Herate ao sudeste e Carmânia ao sul.[16] Fontes sassânidas posteriores não mencionam mais uma província chamada Partava no leste, mas falam da província de Abarxar, que significa cidade dos Aparnos.[14][17] Talvez a província original dos partas tenha se tornado uma área de assentamento dos aparnos devido a acontecimentos políticos e à proximidade com as áreas daas-citas. No entanto, os próprios arsácidas nunca perderam a ligação à sua província de origem, como comprovam os túmulos reais em Partau-Nisa/Mitradatecerta.
- Pala/Palau na Antiguidade Tardia e Período Pós-Islâmico: Durante o Império Sassânida, a província da Pártia foi recentemente localizada no centro do Irã como uma província vizinha de Pars e Cuzestão. Como se sabe, esta região foi considerada o último bastião dos arsácidas. Nas inscrições de Sapor I, a Pártia chega a dividir o segundo lugar na lista de províncias, indicando sua importância ao império.[18] As inscrições de Abnun também atestam uma nova mudança da Pártia para o oeste, relatando os ataques romanos contra Pars e Pártia, embora estes não tenham sido dirigidos contra o leste do Irã.[18] Finalmente, são as fontes pós-islâmicas que nos dão uma imagem clara da imensa propagação dos partas durante a era sassânida nas regiões do noroeste do Império Sassânida. Na sua maior extensão, Pahla incluía Tabriz e Ardabil no norte, Masabadã (Elão) e Mirajangadaque no sudoeste, Ispaã no sudeste e Rai no nordeste,[14][19][20] ou excluindo Rai e Ispaã, abrangia Cumis, Tabaristão, Coração, Sistão, Carmânia, Macrão, Gasvim, Dailão e Talacã.[21]

Ghodrat-Dizaji resume a mudança histórica da província da seguinte forma:

Para resumir, a província da Pártia no período aquemênida incluía as partes nordeste do Irã. No entanto, há evidências indicando que no final do período arsácida, o termo passou a ser aplicado às regiões central e centro-norte do Irã. Fontes do início do período sassânida demonstram categoricamente que a Pártia estava localizada nesta parte do planalto iraniano. No entanto, fontes islâmicas revelam que, no final do período sassânida, a Pártia passou a abranger também a parte oeste do Irã. Em outras palavras, desde os aquemênidas até os sassânidas, houve uma mudança na localização da Pártia do nordeste para o oeste do Irã. Levando em consideração as evidências e razões apresentadas acima, pode-se concluir que, se o médio pártico apresenta características das línguas iranianas do noroeste, isso se deve ao fato de que a região da Pártia estava localizada nas partes norte e oeste do planalto iraniano durante aqueles tempos.— Ghodrat-Dizaji 2012: 111
A correspondência de Pahla com as províncias medas pode ser rastreada, por um lado, à identificação dos governadores dessas regiões com os partas. Assim, as regiões e governadores que estavam sujeitos ou incorporados aos arsácidas partas se consideravam subordinados à casa real arsácida e aos partas, o que, além do componente político, também abrange um componente de identidade cultural e explica, assim, a partianização dos territórios ocidentais. Por outro lado, a migração dos partas anteriores para a região desempenhou um papel decisivo na etnogênese dos partas médios e tardios, o que explica, além do componente político, um forte componente etnocultural identificado pelos historiadores.
Em Pahla, o domínio não se limitava apenas à dinastia arsácida dos partas. Moisés de Corene também inclui as casas Carano, Surana e Ispabudã como subgovernantes de Pahla. De acordo com Tabari, os carânidas tinham sua sede em Ma Niavande, os Ispabudã em Rai, e os surênidas em Siguistão, enquanto o último arsácida, Artabanes IV, governava sobre todo o Jibal (significando Média).